# Jaredíes y sionismo

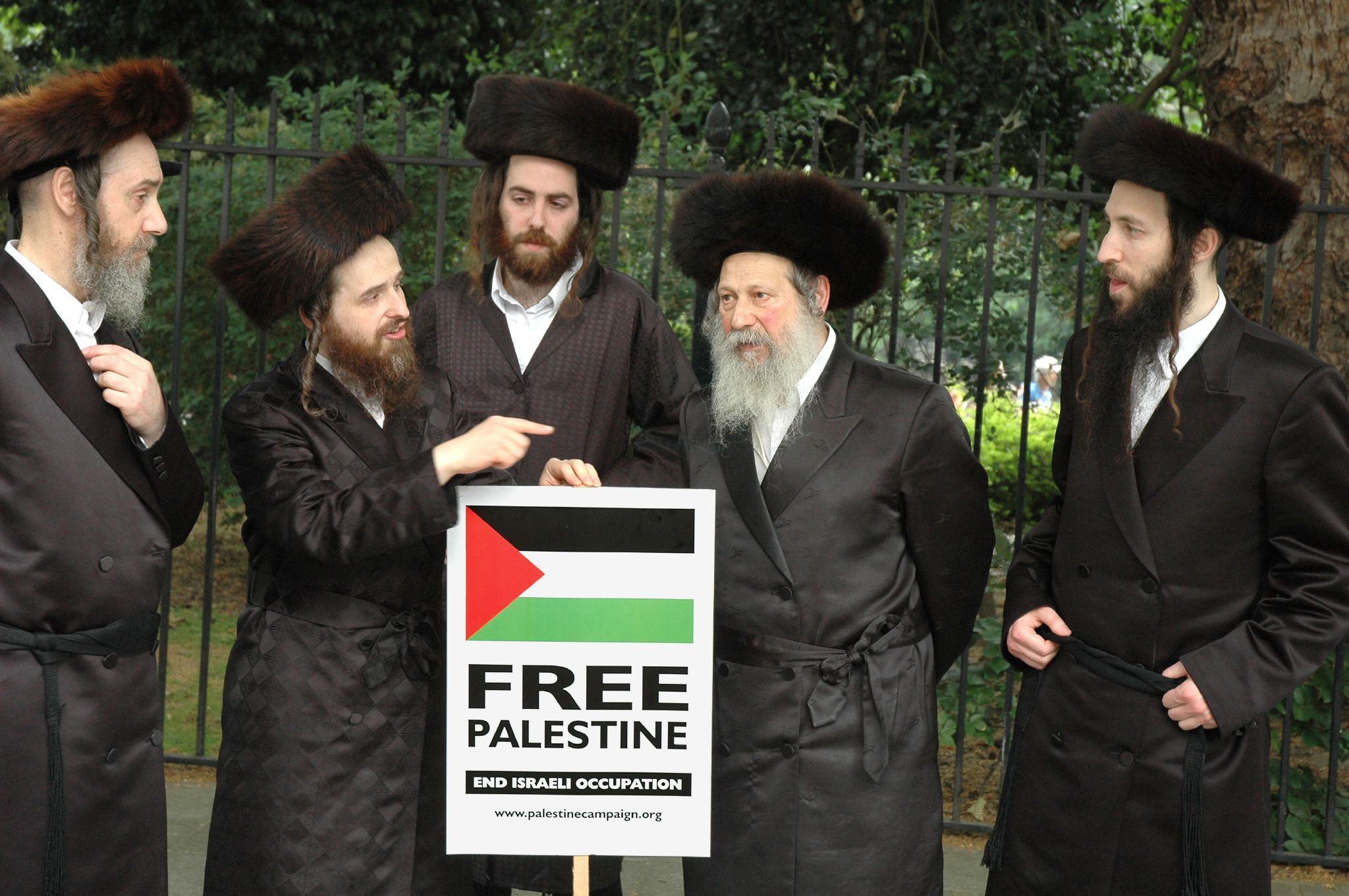
Miembros del grupo judío ortodoxo Neturei Karta protestan contra Israel

Por jaredíes y sionismo se entiende la relación existente entre los ultraortodoxos judíos, el Estado israelí y la ideología sionista. 

## Antecedentes
La relación entre los jaredíes y el sionismo siempre ha sido difícil. Antes de la creación del Estado de Israel, la mayoría de la judería jaredí se opuso al sionismo. Según una tesis mayoritaria (aunque no sea exclusiva) entre los religiosos, Dios destruyó el reino de Israel para castigar a los judíos, y sólo su Mesías puede volver a crearlo. La vida en Tierra Santa es posible, pero cualquier intento autónomo de crear un Estado es una rebelión contra Dios. Sin embargo, tras el Holocausto y la fundación del Estado moderno israelí, los diferentes movimientos ultraortodoxos han adoptado diversas posturas, aceptando, la mayoría, el Estado de Israel. Los partidos que representan  a los jaredíes han llegado a tener incluso ministros dentro del gobierno, pero opinan que el "culto" al Estado propio de los sionistas es una idolatría que la Biblia condena.

## Origen de la controversia
El Talmud (Ketubot 111a) menciona que el pueblo judío está obligado a estos tres juramentos: 1) no ascender a la Tierra de Israel en grupo y usando la fuerza; 2) no rebelarse contra las naciones del mundo; 3) no retrasar la llegada del Mesías judío (a causa de los pecados). Parte de los jaredíes considera que la creación del Estado de Israel violó estos juramentos; como las dinastías y los grupos jasídicos: Dushinsky, Lev Tahor, Mishkenos HoRoim, Munkacs, Pshevorsk, Satmar, Spinka, Toldos Aharon y Toldos Avrohom Yitzchok, entre otros grupos jasídicos. También está en contra de reconocer a Israel, el grupo de los Neturei Karta, (los Guardianes de la Ciudad), y algunos líderes de la corriente judía lituana mitnagdí, como los Rabinos Elazar Shach, y Abraham Yeshaya Karelitz, (también conocido como Chazon Ish), si bien estos últimos han acabado reconociendo el Estado israelí. Otros famosos dirigentes jaredíes como los Rabinos Ovadia Yosef, Moshé Feinstein, y otros, consideran que el culto al sionismo puede llegar a la herejía, aunque aceptan sin fisuras al Estado de Israel. También hay varios grupos jasídicos como: Belz, Breslev, Guer, Jabad-Lubavitch, y Vizhnitz, que mantienen en términos generales, una postura favorable hacia el Estado judío.

## Diferencias entre los jaredíes

### Mitnagdíes
Entre los jaredíes mitnagdíes existen posturas diversas. Las más extremas son las de Neturei Karta, un pequeño grupo de activistas jaredíes-mitnagdíes para los que el sionismo es siempre una rebelión contra Dios y debe ser rechazado de modo absoluto, abogando, así, por el desmantelamiento del Estado judío.
Salvando grandes distancias con ellos, pero basándose en las mismas premisas, se encuentran figuras más representativas del mundo jaredí-mitnagdí, como el rabino Abraham Yeshaya Karelitz, también conocido como el Chazon Ish, que fue el principal artífice de la relación del sector mitnagdí con el Estado israelí. Consiguió llegar a un acuerdo con el primer ministro David ben Gurión respecto a la exención al servicio militar para mujeres jaredíes y estudiantes de yeshivá.
Los rabinos Elazar Shaj y Yaakov Israel Kanievsky, también conocido como el "Gaón" de Hornostaipel, expresaron puntos de vista contra el sionismo y el Estado de Israel similares a los del Jazón Ish. La diferencia entre Neturei Karta y estos líderes mitnagdíes radica, principalmente, en que los primeros se caracterizan por su férreo activismo contra el Estado israelí, siendo frecuentes sus reuniones con dirigentes y líderes islámicos, sus manifestaciones, etc., mientras que los últimos prefieren mantenerse al margen, han acabado por aceptar al Estado judío e incluso participan en él a través de asociaciones religiosas y partidos políticos. Así, Uri Lupoliansky, del partido Judaísmo Unificado de la Torá, partido político resultante de la unión de los jasidíes de Agudat Israel y de los mitnagdíes de Déguel HaTorá, fue elegido alcalde de Jerusalén en el 2003.
Por otra parte, existen guías espirituales mitnagdíes que aceptan abiertamente el Estado de Israel. También el rabino Ovadia Yosef (jaredí sefardí, pero cercano a la corriente lituana) mostró puntos de vista favorables al Estado de Israel: “El establecimiento del Estado de Israel (…) en nuestra santa tierra tiene un gran significado tanto histórico como religioso”. El erudito Yaacob Kamenetsky escribió: “Dios propició la creación del Estado de Israel para fortalecer la conexión con el judaísmo y sostener el vínculo entre los judíos en el exilio y la nación judía”. Eliezer Silver, que fue uno de los líderes de la ortodoxia judía norteamericana, participó en una manifestación prosionista.
Otro grupo importante, los llamados "ortodoxos modernos" seguidores del rabino Joseph B. Soloveitchik, entusiasta sionista, así como los sionistas religiosos seguidores del rabino Abraham Isaac Kook (agrupados en torno al Partido Nacional Religioso), aceptan sin fisuras el Estado israelí, se involucran en él, hacen el servicio militar e incluso lo ven como el comienzo de la llamada geulá, redención mesiánica, algo rechazado por los jaredíes.

### Jasidíes
También entre los jasidíes existen varias posturas. Los jasidíes de Satmar se oponen férreamente al Estado judío. Su líder, el rabino Joel Teitelbaum, escribió en 1960 una extensa crítica contra la ideología sionista bajo el título de Vayoel Moshe, acusando a Theodor Herzl de hereje y al Estado israelí de "obra del Satán". Sin embargo, a diferencia de Naturei Karta, los jasidíes de Satmar no se reúnen con líderes islámicos ni llaman a la destrucción de Israel. La dinastía jasídica de Dushinsky también se opone al establecimiento del Estado judío. Tanto Satmar como Dushinsky rechazan participar o involucrarse en el Estado de Israel, así como votar en las elecciones israelíes o recibir ayudas del gobierno.
Por otro lado, los movimientos jasídicos de Guer y Belz han adoptado una postura pragmática para con el Estado de Israel. De manera similar a Satmar o Dushinsky, inicialmente se opusieron al Estado judío, pero hoy sus posiciones se han suavizado[cita requerida], siendo una parte muy importante del partido político Agudat Israel.
Los jasidíes de Lubavitch fueron, inicialmente, también muy críticos con el sionismo. El quinto rebe de la dinastía, Shalom Dov Ber Schneersohn, se opuso enérgicamente al sionismo. Sin embargo, el último rebe de Lubavitch, Menajem Mendel Schneerson, expresó su apoyo a los militares israelíes y condenó cualquier cesión de territorios a los árabes[cita requerida].

## Síntesis
En definitiva, la mayoría del grupo jaredí ha terminado aceptando, expresa o tácitamente, el Estado judío como una realidad de facto. Aunque existen grupos que lo rechazan totalmente, se niegan a reconocerlo (Satmar, Dushinsky) e incluso pregonan su desmantelamiento (Neturei Karta), no dejan de ser una minoría residual. Desde 1948 gran parte de los jaredíes otorgó el visto bueno al Estado israelí plasmando su firma (la del partido político que los representaba, Agudat Israel) en la declaración de independencia de Israel.
La mayoría de los jaredíes participan hoy activamente en el Estado israelí: aceptan dinero para sus escuelas religiosas, forman partidos políticos para la defensa de sus intereses, y algunos sirven en el ejército.